# Brest Bretagne Handball
A Brest Bretagne Handball egy francia női kézilabdacsapat Brestben. A francia élvonalban szerepel 2016 óta.

## A klub története
A klub 2004-ben alakult HBF Arvor 29 néven. A női csapat 2012-ben megnyerte a francia bajnokságot, majd miután a pénzügyi nehézségekkel küzdő klub ellen csődeljáás indult, a csapat Brest Penn Ar Bed néven a harmadosztályú bajnokságra nevezett. A 2013-2014-es szezon végén feljutott a másodosztályba a csapat, amely ezt követően Brest Bretagne Handball néven szerepelt. 2016-ban első másodosztályú csapatként megnyerték a Francia Kupát, és ugyanebben az évben feljutott az első osztályba. A 2020-2021-es szezonban bajnoki címet szerzett a csapat az élvonalban is. Ugyanebben a szezonban bejutott a Bajnokok Ligája döntőjébe is, ott azonban kikapott a norvég Vipers Kristiansandtól.

## A klub sikerei
- Bajnokok Ligája:
  - Döntős (1): 2021
- Francia bajnokság:
  - Bajnok (2): 2012, 2021
  - 2. hely (6): 2011, 2017, 2018, 2022, 2023, 2024
- Francia Kupa:
  - Győztes (3): 2016, 2018, 2021
  - Döntős (1): 2019
- Francia Ligakupa:
  - Győztes (1): 2012
  - Döntős (1): 2011

## A csapat
A 2025–2026-os szezon kerete:
| Kapusok - 01 Camille Depuiset - 12 Floriane André - 25 Melina Cantin Balszélsők - 09 Kiara Tshimanga - 10 Coralie Lassource (kismama) - 21 Laura Kanor Jobbszélsők - 04 Nayenka Nosien - 30 Siobann Delaye (sérült) - 55 Pauline Coatanea (c) Beállók - 05 Carla Broquaire - 11 Oriane Ondono - 22 Pauletta Foppa | Balátlövők - 17 Enola Borg - 23 Annika Lott Irányítók - 02 Méline Nocandy - 08 Clarisse Mairot - 15 Juliette Faure Jobbátlövők - 06 Ana Gros - 13 Anna Vjahireva |

### Átigazolások
A 2025-26-os szezont megelőzően
| Érkezők - Camille Depuiset (a Metz Handball csapatától) - Enola Borg (a Mérignac Handball csapatától) - Kiara Tshimanga (az ESBF Besançon csapatától) - Nayenka Nosien (a Paris 92 csapatától) - Ana Gros (az RK Krim Ljubljana csapatától) | Távozók - Katharina Filter (a Team Esbjerg csapatához) - Kristina Novak (a CSM București csapatához) - Iva Mladenovska (az ESBF Besançon csapatához) - Eva Jarrige (a Chambray Touraine csapatához) - Audrey Dembele (a Plan-de-Cuques csapatához) |

## Korábbi csapatok
A 2021–22-es szezon kerete
| Kapusok - 01 Agathe Quiniou - 16 Cléopâtre Darleux - 89 Sandra Toft Balszélsők - 02 Constance Mauny - 10 Coralie Lassource (c) - 11 Amandine Lagattu Jobbszélsők - 03 Alicia Toublanc - 55 Pauline Coatanea Beállók - 20 Slađana Pop-Lazić - 22 Pauletta Foppa | Balátlövők - 15 Kalidiatou Niakaté - 23 Đurđina Jauković - 25 Tonje Løseth Irányítók - 09 Helene Gigstad Fauske Jobbátlövők - 08 Monika Kobylińska - 18 Aïssatou Kouyaté |

---
A 2022–23-es szezon kerete
| Kapusok - 01 Darly de Paula - 12 Petra Marinović - 16 Cléopâtre Darleux - 97 Julie Foggea Balszélsők - 02 Constance Mauny - 10 Coralie Lassource - 17 Estel Memana Jobbszélsők - 03 Alicia Toublanc - 30 Siobann Delaye - 55 Pauline Coatanea Beállók - 20 Merel Freriks - 22 Pauletta Foppa - 34 Tatjana Brnović | Balátlövők - 09 Đurđina Jauković - 19 Elisa Técher Irányítók - 06 Helene Gigstad Fauske - 42 Jenny Carlson - 96 Itana Grbić Jobbátlövők - 08 Monika Kobylińska - 21 Aïssatou Kouyaté - 63 Eva Jarrige |

## Korábbi játékosok
| - Agathe Quiniou - Aïssatou Kouyaté - Alexandra Lacrabère - Alicia Toublanc - Allison Pineau - Amandine Lagattu - Amandine Tissier - Astride N'Gouan - Cléopâtre Darleux - Constance Mauny - Élisa Técher - Gaelle Le Hir - Julie Foggea - Kalidiatou Niakaté - Laurène Catani - Laurie Carretero - Lindsay Burlet - Marie Prouvensier - Maud-Éva Copy - Sophie Herbrecht - Biljana Filipović - Jelena Popović - Jovana Stoiljković - Slađana Pop-Lazić - Đurđina Jauković - Itana Grbić - Tatjana Brnović - Amra Pandžić - Ana Gros | - Petra Marinovic - Julija Portjanko - Faten Yahiaoui - Ouided Kilani - Nabila Tizi - Estel Memana Daniele - Hawa N'Diaye - Mayssa Raquel de Oliveira Pessoa - Moniky Bancilon - Filippa Idéhn - Isabelle Gulldén - Jenny Carlson - Louise Sand - Helene Gigstad Fauske - Tonje Løseth - Sandra Toft - Alexandrina Cabral Barbosa - Darly Zoqbi de Paula - Marta Mangué González - Nely Carla Alberto - Melinda Geiger - Anastasiya Borodina - Monika Kobylińska - Monika Stachowska - Charlotte Cholevová - Tápai Szabina - Merel Freriks - Ewgenija Minevskaja - Valeriia Maslova |